# Abe Terry
Abe Terry (St Helens, Merseyside, 17 de mayo de 1934-30 de enero de 2024) fue un jugador de rugby inglés que jugó en la posición de prop.

## Carrera

### Club
| Periodo | Club                |
| ------- | ------------------- |
| 1955-61 | St. Helens RFC      |
| 1961-62 | Leeds Rhinos        |
| 1962-64 | Featherstone Rovers |
| 1964-66 | Castleford Tigers   |

### Selección nacional
Jugó para Gran Bretaña en 11 ocasiones de 1958 a 1962, anotó un trie y tres puntos.

## Logros
- Challenge Cup (1): 1961
- Lancashire Cup (1): 1960
- Yorkshire Cup (1): 1963
- BBC2 Floodlit Trophy (1): 1965